# Samuel Hirszhorn
Samuel Hirszhorn (jidysz שמואל הירשהארן; ur. 1876 w Słonimie, zm. 1942 w Warszawie) – żydowski dziennikarz i działacz polityczny, fołkista, poseł na Sejm Ustawodawczy w II RP (1919–1922). 

## Życiorys
Po ukończeniu szkoły handlowej pracował jako dziennikarz, m.in. w „Głosie Żydowskim” (1906–1907), a w okresie II Rzeczypospolitej w „Naszym Kurierze”, „Naszym Dzienniku” i „Naszym Przeglądzie”. W 1919 uzyskał mandat posła na Sejm Ustawodawczy (reprezentował w nim Warszawę oraz Fołks-Partaj – której był współzałożycielem). W wyborach w 1922 bez powodzenia ubiegał się o reelekcję z ramienia Żydowskiego Demokratycznego Bloku Ludowego, próbował też bezskutecznie uzyskać mandat do Senatu. W latach 1916–1927 był członkiem rady miejskiej w Warszawie.
Był tłumaczem literatury żydowskiej (hebrajskiej i jidyszowej) na język polski. Opublikował kilka prac historycznych (m.in. Dzieje Żydów w Polsce – w językach polskim i jidysz). Tłumaczył poezję francuską na język polski.
W czasie II wojny światowej przebywał w getcie warszawskim, prowadząc dziennik (nie zachował się). Popełnił samobójstwo na początku wielkiej akcji deportacyjnej w getcie.